# جون آدامز كامينز
جون آدامز كامينز هو سياسي أمريكي، ولد في 17 مارس 1835 في هونولولو في الولايات المتحدة، وتوفي في 21 مارس 1913. نشط حزبياً في National Reform Party (Hawaii) ‏.